# Ilya Tsymbalar
Ilya Vladimirovich Tsymbalar ou Illya Volodymyrovych Tsymbalar - respectivamente, em russo, Илья Владимирович Цымбаларь e, em ucraniano, Ілля Володимирович Цимбалар (Odessa, 17 de junho de 1969 – Odessa, 28 de dezembro de 2013) - foi um futebolista e treinador de futebol ucraniano radicado na Rússia.

## Carreira

### Por clubes
Tsymbalar iniciou a carreira em 1986, aos 17 anos, no Chornomorets Odessa, time de sua cidade natal. Atuaria ainda por Dínamo e SK Odessa, sem muito destaque.
Retornou ao Chernomorets em 1989, ficando no time até 1993. Chegou nesse período a marcar o gol do título do clube na edição inaugural da Copa da Ucrânia, em 1992. Logo foi negociado com o Spartak Moscou, onde se destacou. Nos Krasno-Belye, o meia disputou 146 partidas e marcou 42 gols, conquistando oito títulos (entre eles, seis Campeonatos Russos).
Deixou o Spartak em 1999, mas não saiu de Moscou - assinou contrato com o Lokomotiv Moscou, mas essa passagem durou apenas um ano, tendo Tsylya disputado apenas dez jogos.
Após alguns meses parado, o meia assinou contrato com o Anzhi Makhachkala, e começou a planejar a aposentadoria, oficializada em 2002. Porém, Tsymbalar ainda teve tempo para conquistar seu décimo-segundo - e último - título: a Copa da Rússia de 2001.
Seu filho, Sergey Tsymbalar, também decidiu seguir a carreira de jogador - atua no time de reservas do Chornomorets até 2012, quando este foi extinto.

### Seleção (ões)
Tsymbalar chegou a disputar três partidas pela Ucrânia, em 1992, precisamente as três primeiras dessa seleção. Na ocasião, a ausência de recursos financeiros da recém-criada Associação Ucraniana de Futebol limitou a convocação a jogadores que atuavam no igualmente recém-criado campeonato ucraniano, excluindo-se também astros locais já ocupados na preparação final à Eurocopa 1992 com a seleção da CEI. Embora inicialmente utilizado pela CEI, Nikiforov acabou de fora da convocação à Euro e assim esteve livre para defender a seleção ucraniana.
Como a seleção da Ucrânia ainda não era considerada oficial pela FIFA, Tsymbalar, uma vez transferido ao Spartak Moscou, teve liberdade para troca-la pela da Rússia, em decisão similar às tomadas por outros colegas de seleção ucraniana - casos de Oleg Salenko, Ilya Tsymbalar e Akhrik Tsveiba, e por outros nativos da Ucrânia - por motivações que variavam a identificação étnica como russos à maior vitrine e força da seleção russa, ao passo que a Ucrânia e outras nações independentes não poderiam participar das eliminatórias à Copa do Mundo FIFA de 1994. Tsymbalar estreou pela Rússia já em 1994, nos amistosos finais de preparação ao Mundial, em contexto no qual a seleção se encontrava severamente desfalcada de muitos astros (incluindo outros nativos da Ucrânia) que haviam contribuído na classificação, mas que se mostravam abertamente descontentes com o que julgavam como métodos defasados do treinador Pavel Sadyrin.
No Mundial ianque, Tsylya disputou duas partidas. Porém, os russos, na primeira Copa como país independente, amargaram a eliminação na primeira fase - não se classificou como um dos melhores terceiros colocados. A Rússia se classificou para a Eurocopa de 1996, mas com um time frágil, naufragou novamente na fase inicial.
Tsymbalar abandonou a Seleção Russa em 1999, após a não-classificação para a Copa de 1998.

## Carreira como técnico
Em 2004, Tsymbalar começou uma nova carreira, a de treinador de equipes. Sua primeira equipe na nova função foi o Khimki, time dos arredores de Moscou, como auxiliar-técnico. Comandaria também Spartak Ryazan e Nizhny Novgorod.
A última equipe do ex-meia como integrante de comissão técnica foi o Shinnik, em 2010, quando trabalhou como auxiliar-técnico de Igor Ledyakhov, seu ex-companheiro de seleção russa.

## Morte
Em 28 de dezembro de 2013, Tsymbalar morreu em decorrência de um problema cardíaco, segundo seu agente, Roman Oreschuk. O ex-meio-campista tinha 44 anos.